# Vụ đánh bom trạm kiểm soát tại Charsadda 2009
Vụ đánh bom trạm kiểm soát tại Charsadda 2009 diễn ra vào thứ tư 15/4, 2009 khi một chiếc xe bom tự sát phát nổ nhằm vào một trạm kiểm soát của cảnh sát, khiến 16 người thiệt mạng. Không có ai nhận trách nhiệm về vụ tấn công này.

## Chi tiết
Lực lượng cảnh sát đã tăng cường cảnh giác trước khi vụ nổ xảy ra. "Chúng tôi có thông tin tình báo cho rằng một vụ đánh bom xe sẽ xảy ra tại bất kỳ một trong ba huyện thuộc tỉnh Peshawar", Cảnh sát trưởng của tỉnh Peshawar nói.Vụ đánh bom xảy ra tại thị trấn Charsadda, phía bắc gần thành phố Peshawar, Pakistan, giáp với Afghanistan. Vụ nổ mạnh tới mức đã để lại một hố sâu đường kính khoảng 3 mét, làm cho cửa kính của những toà nhà gần đó vỡ vụn và làm đứt đường dây dẫn điện, khiến cho cả khu vực bị trùm trong bóng đêm.

## Thương vong
Theo một nhân viên y tế, 18 người bị chết ngay tại hiện trường, một cảnh sát bị thương nặng đã chết trên đường tới bệnh viện. Trong số 10 người bị thương có 7 cảnh sát, và 2 trong số đó trong tình trạng nguy kịch. Trong số những người thiệt mạng có 9 cảnh sát và 9 thường dân.

## Phản ứng
Tổng thống Pakistan Asif Ali Zardari và Thủ tướng Pakistan Yousuf Raza Gilani ngay lập tức đã lên án vụ đánh bom. Tuyên bố của Văn phòng Tổng thống nói: "Tổng thống cho biết thủ phạm gây ra những tội ác này sẽ phải được đưa ra công lý". Gần 1.800 người đã bị giết chết trong một loạt các vụ đánh bom kể từ khi lực lượng an ninh của chính phủ phát hiện thấy những tay súng đang cố thủ tại một nhà thờ Hồi giáo tại thủ đô Islamabad vào tháng 7/2007.